# Litovel (öl)
Litovel är ett tjeckiskt öl som bryggs i staden Litovel utanför Olomouc i Mähren. Tillsammans med bryggerierna Holba och Zubr utgör Litovel bryggerigruppen PMS, också kallad "Pivovary". Bryggeriet tillverkar förutom de vanliga 10- och 12-gradiga ölsorterna ett 11-graders jubileumsöl och ett specialöl kallat "Maestro", som närmast kan beskrivas som ett mellanting mellan pilsner och ale.
Bryggeriet är ett av Tjeckiens mindre, men lokalt i regionen Haná är det relativt populärt.